# Live at the Royal Albert Hall (álbum de Emeli Sandé)
Live at the Royal Albert Hall foi o primeiro álbum ao vivo da cantora escocesa Emeli Sandé. O álbum foi lançado em 18 de fevereiro de 2013. O álbum contém o show filmado no Royal Albert Hall de Londres em 11 de novembro de 2012. O conjunto inclui canções de sucesso de Emeli e músicas do seu álbum de estréia que foi número um em vendas, Our Version of Events. O set também inclui um cover de um dos ídolos de Sandé, Nina Simone, além de duas novas músicas, "Enough" e "Pluto". Professor Green fez uma breve aparição durante " Read All About It, Pt. III " e Labrinth e Sandé tocaram "Beneath Your Beautiful" durante o bis.
O álbum foi lançado em CD, DVD e também em download digital.

## Lista de músicas
| CD  |                                              |                                       |         |  |
| N.º | Título                                       | Producer(s)                           | Duração |  |
| 1.  | "Daddy"                                      | Naughty Boy Mojam Music*              |         |  |
| 2.  | "Where I Sleep"                              | Naughty Boy                           |         |  |
| 3.  | "Breaking the Law"                           | Naughty Boy Jeremy Wheatley*          |         |  |
| 4.  | "Enough"                                     | Naughty Boy                           |         |  |
| 5.  | "My Kind of Love"                            | Emile Haynie Danny Keyz Craze & Hoax^ |         |  |
| 6.  | "Clown"                                      | Naughty Boy                           |         |  |
| 7.  | "River"                                      | Naughty Boy                           |         |  |
| 8.  | "I Wish I Knew How It Would Feel to Be Free" | Naughty Boy                           |         |  |
| 9.  | "Suitcase"                                   | Naughty Boy Harrison* Mojam Music*    |         |  |
| 10. | "Read All About It, Pt. III"                 | Gavin Powell                          |         |  |
| 11. | "Wonder"                                     | Naughty Boy                           |         |  |
| 12. | "Mountains"                                  | Mojam Music Naughty Boy               |         |  |
| 13. | "Heaven"                                     | Mike Spencer                          |         |  |
| 14. | "Beneath Your Beautiful"                     | Labrinth Da Digglar                   |         |  |
| 15. | "Maybe"                                      | Herman & Millard Mojam Music*         |         |  |
| 16. | "Next to Me"                                 | Craze & Hoax Mojam Music*             |         |  |

## Desempenho
| Chart (2013)                            | - Peak - position |
| --------------------------------------- | ----------------- |
| Belgium Albums (Ultratop Flanders)      | 7                 |
| Belgium Albums (Ultratop Wallonia)      | 17                |
| Dutch Albums (MegaCharts)               | 24                |
| French Albums (SNEP)                    | 33                |
| Irlanda (IRMA)                          | 9                 |
| Italian Albums (FIMI)                   | 74                |
| Swedish Albums (Sverigetopplistan)      | 54                |
| UK Music Videos (OOC)                   | 1                 |
| Estados Unidos (Billboard 200)          | 124               |
| Estados Unidos (Top R&B/Hip Hop Albums) | 21                |

| Chart (2013)                       | Position |
| ---------------------------------- | -------- |
| Belgian Albums (Ultratop Flanders) | 70       |
| Belgian Albums (Ultratop Wallonia) | 171      |

## Histórico de lançamentos
| País        | Data de lançamento      | Edição                    | Gravadoras)        |
| ----------- | ----------------------- | ------------------------- | ------------------ |
| Reino Unido | 18 de fevereiro de 2013 | CD + DVD digital download | Virgin EMI Records |